# Nova Campina (kommun)
Nova Campina är en kommun i Brasilien.   Den ligger i delstaten São Paulo, i den södra delen av landet, 900 km söder om huvudstaden Brasília. Antalet invånare är 8 515.
Följande samhällen finns i Nova Campina:
- Nova Campina

I omgivningarna runt Nova Campina växer i huvudsak städsegrön lövskog. Runt Nova Campina är det ganska glesbefolkat, med 43 invånare per kvadratkilometer.